# Archidiocèse de São Sebastião do Rio de Janeiro
L’archidiocèse de São Sebastião do Rio de Janeiro (en latin : Archidioecesis Sancti Sebastiani Fluminis Ianuarii) est une circonscription ecclésiastique de l’Église catholique au Brésil.
Son siège se situe dans la ville de Rio de Janeiro, capitale politique de l’État de Rio de Janeiro.
Son archevêque est depuis 2007 Orani João Tempesta, O.Cist..

## Églises remarquables
Le siège du diocèse est la cathédrale Notre-Dame-du-Mont-Carmel de Rio de Janeiro.
La Conférence nationale des évêques du Brésil reconnaît deux églises du diocèse comme sanctuaire national, toutes les deux situées à Rio de Janeiro :
- la basilique Notre-Dame-du-Rocher[1] ;
- le sanctuaire Notre-Dame-de-Lorette, désigné en 1970[2],[3].